# الانتخابات البرلمانية اللبنانية 1947
الانتخابات البرلمانية اللبنانية 1947 أجريت الجولة الأولى منها في 25 مايو 1947، والجولة الثانية في 1 يونيو.
وهي الانتخابات التشريعية الأولى بعد استقلال لبنان رسميً في 22 نوفمبر/تشرين الثاني 1943، حيث اختار اللبنانيون 55 نائباً، بحسب توزيع طائفي كان يقوم على اختيار خمسة نواب مسلمين مقابل كل ستة نواب مسيحيين،  فاز المرشحون المستقلون بأغلبية المقاعد، وكانت نسبة المشاركة 61.5 ٪.
وصف أسعد أبو خليل انتخابات 1947 بأنها "واحدة من أكثر الانتخابات فسادًا في التاريخ اللبناني"، حيث ادعى أنها كانت مزورة من قبل كميل شمعون.

## توزيع المقاعد
بعد تعيين أيوب ثابت رئيساً للدولة في 18 آذار 1943، أقدم على توزيع المقاعد النيابية الـ54 على الطوائف، فأعطى المسيحيين 32 مقعداً (18 للموارنة و6 للأرثوذكس و3 للكاثوليك و3 أرمن ارثوذكس و2 للأقليات)، بينما أعطى المسلمين 22 مقعداً (10 سنة، و9 شيعة و3 دروز)، مما أثار غضب المسلمين وأدى إلى تأزم الوضع، وتدخلت السلطة البريطانية وتمت التسوية بزيادة مقعد واحد للمسيحيين وأصبحت 30 للمسيحيين (18 موارنة و6 أرثوذكس و3 كاثوليك و2 أرمن ومقعد للأقليات) و25 للمسلمين (11 سنة، 10 شيعة، و4 دروز)، فيما عرف بقاعدة 6 إلى 5.

## النتائج
| الحزب                              | الأصوات | ٪    | مقاعد | +/-    |
| ---------------------------------- | ------- | ---- | ----- | ------ |
| الكتلة الدستورية                   |         |      | 12    | +6     |
| الاتحاد الثوري الأرمني             |         |      | 2     | +1     |
| الحزب الليبرالي الديمقراطي الأرمني |         |      | 0     | -1     |
| حزب الكتائب                        |         |      | 0     | الجديد |
| الكتلة الوطنية اللبنانية           |         |      | 0     | -11    |
| المستقلين                          |         |      | 41    | +5     |
| أصوات غير صالحة / فارغة            |         | -    | -     | -      |
| مجموع                              | 167853  | 100  | 55    | 0      |
| الناخبين المسجلين / الاقبال        | 273142  | 61.5 | -     | -      |
| المصدر: Nohlen et al               |         |      |       |        |

## وصلات خارجية
- The black book of the الانتخابات اللبنانية of May 25, 1947 ; an account tr. from the Arabic original (The crime of May 25), by Hizb al-watan. (Lebanon); ʻAḳl, George, editor, 1947
- مجلس النواب اللبناني